# Orbea carnosa
Orbea carnosa är en oleanderväxtart. Orbea carnosa ingår i släktet Orbea och familjen oleanderväxter.

## Underarter
Arten delas in i följande underarter:
- O. c. carnosa
- O. c. keithii